# Endocitosi
L'endocitosi és un mecanisme mitjançant el qual la cèl·lula capta material de l'espai extracel·lular cap al seu interior. Per tal que tingui lloc aquest procés, la substància o molècula que s'ha d'ingerir queda rodejada per una petita porció de la membrana plasmàtica de la mateixa cèl·lula. Seguidament, es produeix una invaginació de la substància envoltada d'aquesta membrana, i posteriorment s'estrangula formant una vesícula intracel·lular que conté el material ingerit. Cal tenir en compte que durant aquest procés no varien ni l'àrea ni el volum cel·lular, per tant, tota la membrana emprada en el procés d'endocitosi és substituïda en el procés d'exocitosi, el qual incorpora membrana a la membrana plasmàtica a partir de la fusió de vesícules amb aquesta. Es tracta de dos processos complementaris que conformen el cicle endocític-exocític.
Les principals funcions de l'endocitosi són la nutrició i la defensa, però aquest mecanisme també intervé en el moviment, la proliferació cel·lular i el transport i relació entre les diferents cèl·lules.

## Endosomes
L'endocitosi té lloc als endosomes, una sèrie de subcompartiments molt dinàmics i heterogenis envoltats de membrana i vesícules que es troben distribuïts des de la perifèria cel·lular fins a la regió perinuclear, prop de l'Aparell de Golgi. L'interior del compartiment endosomal té un pH àcid; aquest fet es dona per la presència de bombes a la membrana dels endosomes que bombegen H+ des del citosol al lumen. Aquestes condicions permetran desenvolupar la funció d'aquest orgànul.
Podem diferenciar entre tres tipus de subcompartiments: els early endosomes (EE), els late endosomes (LE) i el compartiment de reciclatge (REC). Els primers es troben a prop de la membrana plasmàtica i són la principal estació de classificació (sorting), el primer lloc on es fusionen les vesícules que contenen les substàncies endocitades. A continuació, aquestes substàncies es dirigiran als LE, compartiments situats a prop de l'aparell de Golgi i el nucli, els quals són el pas entremig del transport des dels EE als lisosomes (destí més comú de les vesícules d'endocitosi), on les molècules ingerides seran degradades. Durant aquest procés es produirà un augment gradual de l'acidificació del lumen dels compartiments.
Això no obstant, moltes molècules específiques escapen de la seva digestió als lisosomes pel fet que són recuperades pels EE, i a través de les vesícules de transport que formen part del compartiment REC són retornades a la membrana plasmàtica. Aquest procés té lloc quan els lligands, tot i l'acidificació del medi, no es dissocien del seu receptor als early endosomes i, per tant, comparteixen el seu destí, "es reciclen".
Cal destacar que la relació entre els subcompartiments EE i LE és incerta, ja que no es coneix quin és el mecanisme que utilitzen les molècules endocitades per tal de desplaçar-se d'un compartiment a l'altre i arribar finalment als lisosomes. Es poden considerar dues hipòtesis: el transport vesicular, substàncies transportades mitjançant vesícules formades a partir de les membranes dels compartiments independents; i el procés de maduració, el qual determina la conversió del compartiment EE a LE a partir de canvis de pH en el seu interior i, posteriorment, la transformació a lisosoma com a resultat de la fusió de LE amb vesícules que transporten hidrolases (enzims lisosomals) des de la xarxa del trans Golgi. És necessari considerar els destins possibles de la substància o molècula endocitada des que es fusiona amb EE: els late endosomes, el subcompartiment de l'Aparell de Golgi TGN i REC.
Finalment, cal fer referència a la transcitosi, un tipus de transport transcel·lular que només es dona en cèl·lules polaritzades i que està mediat pel compartiment endocític. Consisteix en el transport de molècules des d'un domini a l'altre de la cèl·lula, és a dir, des de la cara apical a la basal o en sentit contrari, mitjançant vesícules.

## Tipus d'endocitosi
Es poden distingir dos tipus d'endocitosi depenent del tipus de vesícules que es formen: la pinocitosi, que fa referència a l'entrada de fluids i soluts en vesícules petites (fins a 150 nm de diàmetre); i la fagocitosi, que implica l'entrada de partícules grans mitjançant grans vesícules anomenades fagosomes (més de 250 nm de diàmetre). Per tant, tot i que la ingesta usual i constant de les cèl·lules eucariotes comprèn una gran quantitat de fluids i soluts (pinocitosi), les partícules de mida més gran són ingerides principalment per cèl·lules fagocítiques especialitzades.

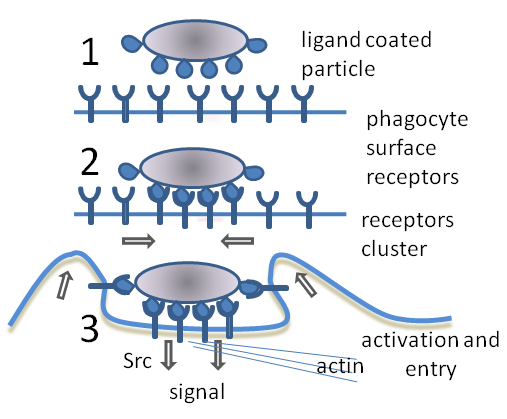
Procés de fagocitosi.

### Fagocitosi
En la fagocitosi es poden ingerir partícules tals com microorganismes i fragments residuals de cèl·lules. Es tracta d'una forma especial de l'endocitosi que, per a alguns organismes com per exemple els protozous, representa un sistema d'alimentació. Però en la majoria d'animals, la fagocitosi és important en processos diferents als nutricionals, com ara els immunològics. Concretament, els neutròfils i els macròfags fagociten microorganismes invasors i actuen en el sistema de defensa del nostre organisme. A més, els macròfags també realitzen una funció rellevant en l'eliminació de residus cel·lulars o cèl·lules lesionades.
És important destacar que la fagocitosi és una via endocítica regulada i específica, ja que per tal que una molècula sigui fagocitada és necessari que aquesta s'uneixi a la superfície del fagòcit a través d'un receptor de superfície determinat, unit funcionalment a la maquinària fagocítica de la partícula. Aquests receptors activats seran els responsables d'enviar el senyal a l'interior de la cèl·lula, fet que provocarà l'inici de la fagocitosi.

### Pinocitosi
La pinocitosi és un procés no específic que es dona contínuament en totes les cèl·lules eucariotes, generalment a velocitats altes (varien segons el tipus cel·lular). Normalment, aquest tipus d'endocitosi té lloc en zones especialitzades de la membrana plasmàtica on la concentració de determinades proteïnes és elevada. Aquestes regions s'anomenen depressions revestides de clatrina i són el lloc on es produeix l'endocitosi depenent de clatrina.

#### Endocitosi depenent de clatrina
Els sots revestits de clatrina són regions de la membrana plasmàtica especialitzades que ocupen el 2% de l'àrea total de la membrana, a partir de les quals s'originen vesícules d'aproximadament 50-60 nm de diàmetre. Aquestes vesícules, presents a la cara citoplasmàtica de la membrana, porten en el seu interior el material que s'ha d'endocitar, que un cop dins la cèl·lula passa a disposició del sistema endocític i posteriorment als lisosomes. 

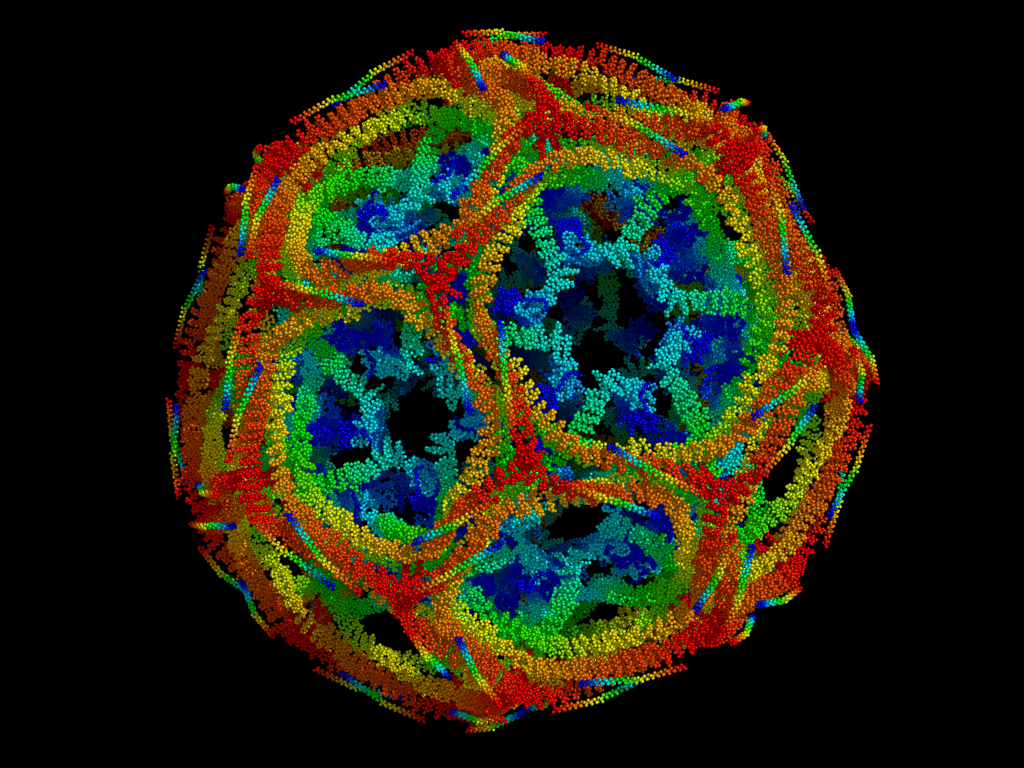
Revestiment de clatrina.

La clatrina és la proteïna que predomina en aquestes invaginacions de membrana. Es tracta d'una proteïna formada per tres subunitats lleugeres i tres subunitats pesades que conformen un triskelion. De l'assamblatge dels triskelions resulta una vesícula en forma de cistella, que proporciona una ruta específica per captar macromolècules específiques procedents del fluid extracel·lular. Les cobertes de clatrina estan implicades tant en la pinocitosi, que capta diferents tipus de molècules del medi extracel·lular, com en l'endocitosi específica mitjançada per receptors.
A més, és necessari considerar que als revestiments de clatrina s'acumulen una gran quantitat de receptors de molècules extracel·lulars. Aquestes molècules captades de l'exterior es fixen als seus receptors, situats als revestiments de clatrina, formant un complex receptor - macromolècula o receptor - lligand. La formació d'aquest complex provoca la gemmació de les vesícules, carregades amb les molècules que la cèl·lula necessita internalitzar. Gràcies a la dinamina, que és una proteïna GTPasa, la clatrina es pot desfer de la seva unió amb la membrana mitjançant la seva estrangulació a partir de la hidròlisi d'ATP. Un cop la vesícula es troba lliure al citosol, s'ha de desfer de la coberta de clatrina per poder incorporar el material que transporta al sistema endocític i finalment als lisosomes.

Tres exemples d'endocitosi mitjançada per receptors situats en els revestiments de clatrina són:
1) Endocitosi del colesterol (LDL): reciclatge del receptor i degradació del lligam als lisosomes. 
La major part del colesterol no circula lliure a la sang; es troba associat a proteïnes com la LDL (low density lipoprotein), formant complexos de lipoproteïnes. Als revestiments de clatrina s'hi troben els receptors de LDL, que en reconèixer el seu lligam posen en marxa el procés de formació de vesícules de clatrina. Després del seu estrangulament de la membrana cel·lular i del seu alliberament de la coberta de clatrina, les vesícules que contenen el receptor i el lligam arriben als early endosomes. El pH àcid dels endosomes afavoreix la separació del receptor i del LDL: el receptor s'incorpora dins d'una altra vesícula i segueix una via de reciclatge per tornar a formar part dels revestiments de clatrina de la membrana. La partícula LDL unida al colesterol viatja als late endosomes i finalment als lisosomes, des d'on sortirà lliure després de la seva degradació, la qual és catalitzada pels enzims hidrolítics lisosomals per formar part de la membrana cel·lular o del reticle endoplasmàtic. Gràcies a l'endocitosi, el colesterol del medi extracel·lular pot ser utilitzat per la cèl·lula.

2) Endocitosi de ferro per transferrina: reciclatge del lligam i del receptor, reutilització del ferro per la cèl·lula (no arriba als lisosomes).
La transferrina és una proteïna molt abundant a la sang; la seva funció és unir-se al ferro i portar-lo dins les cèl·lules. La transferrina (lligam) és captada pel seu receptor, present als revestiments de clatrina. El baix pH dels endosomes fa que la transferrina alliberi el ferro i un cop lliure (apotransferrina), continua unida al seu receptor i és reciclada a la membrana plasmàtica com un complex receptor - apotransferrina. La transferrina actua evitant entrar als lisosomes i repartint el ferro que les cèl·lules necessiten. Aquest passarà a formar part d'altres proteïnes.

3) Endocitosi del factor de creixement epidèrmic (EGF): degradació del lligam i del receptor als lisosomes.
Els factors de creixement epidèrmics són presents a totes les cèl·lules epitelials, ja que són necessaris per a la correcta divisió cel·lular de l'epidermis. Aquesta endocitosi es diferencia de les dues anteriors en el fet que en aquesta, el lligam (EGF) i el seu receptor no se separen en arribar als endosomes i tots dos es degraden als lisosomes. La pèrdua del receptor té com a conseqüència que cada vegada que la cèl·lula vol internalitzar un EGF ha de fabricar un receptor nou.

#### Potocitosi: endocitosi depenent de caveoles
Un altre tipus de zones especialitzades en l'entrada de substàncies de l'exterior a l'interior de la cèl·lula, són un tipus de lipid-raft (domini de la membrana on predominen el colesterol i els esfingolípids) als quals s'uneix la proteïna caveolina. En aquestes regions es formen invaginacions de la membrana plasmàtica anomenades caveoles, que conformen llocs d'entrada de vitamines, virus i toxines bacterianes, entre altres molècules. Per a la formació, el funcionament i l'estabilització de les caveoles és necessària la presència de proteïnes de la família de les cavines en aquests sots. Les caveoles tenen un paper important en processos com la transcitosi, la senyalització cel·lular, el transport i la regulació de l'ió calci i el metabolisme lipídic.
Un exemple de l'endocitosi per caveoles el trobem en l'entrada de glucosa a la cèl·lula. El receptor de la insulina (glicoproteïna transmembrana) capta la insulina i emet un senyal cap al subcompartiment endosòmic REC. En aquest cas, REC actua com a reservori dels transportadors específics de la glucosa. En el moment en què rebi el senyal procedent del receptor d'insulina, els transportadors de glucosa es dirigiran a les caveoles mitjançant transport vesicular, on quedaran anclats a la membrana. Per tant, l'entrada de glucosa a la cèl·lula es produeix en les caveoles.

Tipus d'endocitosi.

### Endocitosi de patògens

#### Endocitosi de virus
Els virus, en ser microorganismes de mida molt petita, no poden ser fagocitats. La seva via de penetració dins la cèl·lula per reproduir el seu genoma és una endocitosi mitjançada per receptors, semblant a la via que utilitzen moltes macromolècules fisiològicament importants. Els receptors es troben a les caveoles o a altres sots de la membrana plasmàtica.
Quan un virus s'apropa a la membrana plasmàtica, es produeixen canvis en la conformació de les proteïnes virals a causa de l'acció del pH àcid dels endosomes, facilitant d'aquesta manera la fusió del virus amb la membrana plasmàtica. El virus lligat al seu receptor queda tancat dins els revestiments de la membrana plasmàtica, que crea primer un sot i origina finalment la vesícula.
Això no obstant, depenent de l'estructura del virus, es posen en acció diferents processos per tal d'entrar a la cèl·lula hoste. En primer lloc, els virus que no posseeixen càpsula proteica, com el virus de la SIDA, estan recoberts per una bicapa lipídica amb glicoproteïnes encarregades de mitjançar la fusió del virus amb la membrana plasmàtica de la cèl·lula infectada. El virus de la SIDA només infecta un subtipus de cèl·lules del sistema immunitari que posseeixen a la superfície de la seva membrana cel·lular una proteïna específica. Aquesta proteïna és el receptor d'una de les glicoproteïnes de la bicapa lipídica viral. La unió del receptor i la glicoproteïna origina la fusió del virus amb la membrana de la cèl·lula hoste, provocant la posterior replicació del ADN víric. Un altre exemple de virus dotat de bicapa lipídica és el virus de la grip. La seva endocitosi comença amb l'adhesió a receptors de superfície de membrana. Un cop a l'interior de la cèl·lula, el virus fusiona la seva membrana amb la membrana endosomal, alliberant el seu genoma directament al nucli. També hi ha virus sense membrana, com ara els poliovirus (petits virus d'ARN) o els adenovirus (ADN bicatenari lineal) que tenen el seu material genètic protegit per una càpsida. Els poliovirus penetren dins la cèl·lula hoste unint-se a un receptor de membrana i formant un por per on alliberen el seu genoma. Els adenovirus tenen un sistema més complex d'endocitosi: indueixen una endocitosi regulada per receptor, desorganitzen els endosomes durant el seu passatge per les vies endocítiques, alliberant finalment la càpsida al citosol. La càpsida queda ancorada en un por nuclear, des d'on pot alliberar el seu ADN a l'interior del nucli.

#### Endocitosi de bacteris
En l'endocitosi de bacteris, aquests són endocitats mitjançant fagocitosi, ja que normalment són partícules grans. Aquests poden ser fagocitats per cèl·lules fagocítiques especialitzades com ara els glòbuls blancs, els macròfags i altres cèl·lules del sistema immunitari. Això no obstant, també tenen la capacitat d'induir una fagocitosi en cèl·lules que no són fagocitàries per tal d'envair-les.
Un dels mecanismes que posen en funcionament és el "mecanisme fagocitari de cremallera", que consisteix en l'adhesió del bacteri mitjançant les molècules d'adhesina que el recobreixen, les quals són captades per les integrines i les cadherines de la cèl·lula hoste. La cèl·lula no enganxa el bacteri a la seva superfície, sinó que el rodeja amb la seva membrana formant pseudòpodes fins a fagocitar-lo, ja que l'adhesina del bacteri activa la proliferació de l'actina amb la consegüent formació de pseudòpodes. També poden induir la polimerització de l'actina en el lloc d'entrada del bacteri directament (mecanisme desencadenant).
Els bacteris també poden infectar una cèl·lula sense entrar-hi, mitjançant l'efecte de les seves toxines. Aquestes s'uneixen al receptor de membrana, creant un porus i entren a través de les caveoles.